# Hrabstwo Grand Isle
Hrabstwo Grand Isle (ang. Grand Isle County) – hrabstwo w stanie Vermont w Stanach Zjednoczonych. Obszar całkowity hrabstwa obejmuje powierzchnię 194,67 mil² (504,19 km²). Według szacunków United States Census Bureau w roku 2009 miało 6970 mieszkańców.
Hrabstwo powstało w 1802 roku.

## Gminy (town)
- Alburgh
- Grand Isle
- Isle La Motte
- North Hero
- South Hero

## Wsie (village)
- Alburgh[4]

| Populacja hrabstwa w poprzednich latach | Populacja hrabstwa w poprzednich latach |
| Rok                                     | Liczba ludności                         |
| --------------------------------------- | --------------------------------------- |
| 1980                                    | 4593                                    |
| 1990                                    | 5318                                    |
| 2000                                    | 6901                                    |
| 2005                                    | 7703                                    |